# Moshe Safdie
Pour les articles homonymes, voir Safdie.
Moshe Safdie (en hébreu : משה ספדיה) est un architecte, urbaniste, professeur, théoricien et auteur israélo-américano-canadien origine juive syrienne né le 14 juillet 1938 à Haïfa (Palestine mandataire),. Il est principalement connu pour avoir incorporé des principes de responsabilité sociale à ses conceptions tout au long de sa carrière qui a duré près de soixante ans. Ses réalisations comprennent des institutions culturelles, éducatives et civiques, des parcs publics et privés, des maisons, des centres urbains à usage mixte, des aéroports et des plans de restructuration de villes entières en Amérique, au Moyen-Orient et en Asie. Safdie est surtout connu pour avoir dessiné le Marina Bay Sands et l'aéroport Jewel Changi (en) de Singapour, ainsi que son premier projet Habitat 67, qu'il avait créé dans le cadre de sa thèse à l'université McGill.  

## Biographie

### Jeunesse et éducation
Moshe Safdie naît le 14 juillet 1938 à Haïfa, alors en Palestine mandataire (aujourd'hui en Israël), dans une famille de juifs syriens. Son père est originaire d'Alep et sa mère, dont la famille provenait également d'Alep, est originaire de Manchester,. Il a neuf ans lorsque la déclaration d'indépendance de l'État d'Israël est prononcée par David Ben Gourion. Après la guerre israélo-arabe de 1948-1949, il vit dans un kibboutz, travaillant à la campagne en tant que berger et apiculteur. En 1953, le gouvernement israélien restreint les importations en réponse à la crise économique et monétaire actuelle, ce qui a un impact important sur l'entreprise de textiles du père de Moshe. En conséquence, Moshe et sa famille déménagent au Canada alors qu'il n'a que 15 ans et s'installent dans la ville de Montréal, où il étudie à l'École secondaire de Westmount.
En septembre 1955, il s'inscrit dans un cursus d'architecture de six ans à la faculté d'ingénierie de l'université McGill. Il devient chercheur universitaire lors de la cinquième année. L'été suivant, il obtient une bourse d'études de la part de la Société canadienne d'hypothèques et de logement (SCHL). Il voyage ensuite à travers l'Amérique du Nord pour observer le développement du logement dans les principales villes. Lors de sa dernière année, Moshe Safdie construit sa thèse intitulée « A Case for City Living » (en français : « Plaidoyer pour la vie en ville ») et dans laquelle il décrit son projet de « Three-Dimensional Modular Building System » (en français : « système de construction modulaire tridimensionnel »). Il est diplômé en 1961. Deux ans plus tard, alors qu'il est en apprentissage auprès de l'architecte américano-estonien Louis Kahn, Moshe Safdie est invité par son directeur de thèse, l'architecte néerlando-canadien Sandy van Ginkel, à proposer son projet modulaire aux organisateurs de l'Exposition universelle de 1967 qui doit se tenir à Montréal. Sa proposition est acceptée et donne naissance à l'Habitat 67.

### Carrière
En 1964, Moshe Safdie fonde Safdie Architects à Montréal afin de superviser le chantier de l'Habitat 67, une concrétisation de son projet de thèse,. Ce projet a recours à des unités préfabriquées en trois dimensions, ce qui est une première pour une construction destinée à l'habitation. Il dessine le complexe comme un quartier résidentiel avec des espaces ouverts, des jardins et d'autres installations habituellement destinées aux logements accueillant une seule famille tout en l'adaptant à un environnement à forte densité urbaine.
En 1970, Moshe Safdie ouvre un bureau de son entreprise à Jérusalem. À cette période, il cherche à combiner son attrait pour l'activisme politique et les avancées technologiques avec le respect de l'histoire et du contexte régional. Il y travaille sur la restauration de la Vieille ville et sur la construction du Mamilla Mall, une artère commerciale établissant un lien entre les quartiers anciens et récents. Parmi les autres réalisations de Safdie en Israël se trouvent la planification de la ville de Modiin, le Yad Vashem, le Centre Yitzhak Rabin, l'aéroport international de Tel Aviv-Ben Gourion, le Campus national d'archéologie d'Israël et plusieurs bâtiment du Hebrew Union College. En parallèle, Safdie travaille également sur des projets au Sénégal et en Iran.
Par la suite, Safdie est missionné pour construire plusieurs bâtiments publics au Canada : le Musée des beaux-arts du Canada d'Ottawa, le Musée de la civilisation de Québec et la Bibliothèque publique de Vancouver. Parmi ses autres réalisations autour de la culture se trouvent le Virasat-e-Khalsa en Inde, les quartiers généraux de l'Institut de la Paix des États-Unis à Washington, le Centre Kauffman pour les Arts de la scène à Kansas City dans le Missouri et le Crystal Bridges Museum of American Art à Bentonville dans l'Arkansas.
Moshe Safdie a également travaillé sur plusieurs projets dans des pays émergents. Parmi eux se trouvent le Marina Bay Sands, un complexe hôtelier et commercial situé à Singapour, le Jewel Changi Airport, un aéroport doté d'une zone commerciale et de jardins et la Raffles City Chongqing, un complexe comprenant plus d'un million de mètres carrés habitables, de bureaux, de commerces de proximité, de moyens de transport et d'offres hôtelières. Pour connecter les quatre tours du complexe situé à Chongqing en Chine, il a dessiné un pont qui est décrit comme le plus long « gratte-ciel horizontal » du monde.

### Safdie Architects
Safdie Architects est basé à Somerville dans le Massachusetts, à proximité de l'université Harvard. Il dispose de bureaux à Jérusalem, Toronto, Shanghai et Singapour. L'entreprise est organisée en partenariat.
Moshe Safdie a formé un programme de recherche dans son entreprise afin de disposer des meilleures informations au sujet des avancées technologiques du domaine de la construction et du monde de l'architecture. Ces chercheurs travaillent de manière indépendante avec Safdie et les principaux acteurs de l'entreprise pour formuler des recommandations et des propositions. Ces travaux ont notamment porté sur l'habitat du futur, la mobilité sur demande et les grands bâtiments en ville.
En décembre 2023, Safdie Architects annonce son retrait d'un projet d'hôtel dans le quartier arménien de Jérusalem, considérant que les conditions d'achat du terrain par le promoteur étaient controversées. La véritable raison de ce retrait réside dans l'attaque d'une trentaine d'hommes armés et masqués de vigiles arméniens chargés de surveiller le site. Le patriarcat arménien de Jérusalem accuse Danny Rothman, le client de Safdie Architects, d'avoir organisé cette attaque.

### Carrière académique
En 1978, après avoir enseigné aux universités McGill, Ben Gourion et Yale, Moshe Safdie est nommé directeur du programme de design urbain à l'École  de design de l'université Harvard, ce qui le pousse à déménager à Boston. Il occupe ce poste jusqu'en 1984. De 1984 à 1989, il est professeur d'architecture et de design urbain pour la chaire Ian Woodner d'Harvard. Moshe Safdie poursuit sa collaboration avec Harvard dans les décennies suivantes, organisant notamment des ateliers de design. Plus récemment, il propose les cours Rethinking Hudson Yards (2017) et Re-thinking a Humanist Skyscraper City (2019),.

## Vie privée
En 1959, Moshe Safdie épouse Nina Nusynowicz, une survivante israélo-polonaise de la Shoah. Le couple a deux enfants, une fille et un garçon. Tous deux sont nés pendant la conception et la construction d'Habitat 67. Juste avant son inauguration, Safdie et sa famille emménagent dans le complexe. Safdie et Nusynowicz divorcent en 1981. Sa fille Taal est une architecte basée à San Diego, et est une partenaire de la firme Safdie Rabines Architects. Son fils Oren est un dramaturge qui a écrit plusieurs pièces de théâtre autour de l'architecture. Les petits-neveux de Safdie sont les réalisateurs américains Josh et Benny Safdie.
En 1981, Moshe Safdie épouse Michal Ronnen, une photographe née à Jérusalem et fille de l'artiste Vera Ronnen. Safdie et Ronnen ont deux filles, Carmelle et Yasmin. Carmelle est une artiste et Yasmin est une assistante sociale.

## Prix et reconnaissances
- 2020 : Genius Award par le Liberty Science Center (en)`
- 2020 : Lynn S. Beedle Lifetime Achievement Award par le Council on Tall Buildings and Urban Habitat (CTBUH)
- 2019 : Doctorat honorifique par la Technion
- 2019 : Prix Wolf en architecture par la Fondation Wolf
- 2018 : Prix pour l'ensemble de sa carrière par le Design Futures Council (en)
- 2017 : Doctorat honorifique par l'université Ben Gourion du Néguev
- 2016 : Compagnon de l'Ordre des arts et des lettres du Québec
- 2015: Médaille d'or de l'American Institute of Architects
- 2012 : Médaille du Mérite de l'Ordre des architectes du Québec
- 2005 : Compagnon de l'Ordre du Canada par le gouverneur général du Canada
- 2003 : Prix pour l'ensemble de sa carrière par le YIVO
- 2002 : Membre honoraire de la Royal Incorporation of Architects in Scotland (en)
- 2001 : Doctorat honorifique de l'Hebrew College (en)
- 1997 : Jewish Cultural Achievement Award en arts visuels par la National Foundation for Jewish Culture (en)
- 1996 : Doctorat honorifique en ingénierie par la Technical University of Nova Scotia
- 1996 : Membre de l'Académie américaine des arts et des sciences
- 1995 : Médaille d'or de l'Institut royal d'architecture du Canada
- 1995 : Fellow de l'American Institute of Architects
- 1993 : Prix Richard Neutra d'excellence professionnelle par l'Université d'État polytechnique de Californie à Pomona
- 1989 : Doctorat honorifique en beaux-arts par l'université de Victoria
- 1988 : Doctorat honorifique en sciences par l'université Laval
- 1987 : Prix Mt. Scopus pour l'humanitarisme par l'université hébraïque de Jérusalem
- 1986 : Ordre du Canada par le gouverneur général du Canada
- 1982 : Doctorat honorifique en droit par l'université McGill
- 1982 : Médaille d'or Tau Sigma Delta de design par le Tau Sigma Delta (en)
- 1961 : Médaille du lieutenant-gouverneur en or pour mérite exceptionnel par le lieutenant-gouverneur du Québec

## Expositions
- 2017 : Habitat 67 vers l’avenir: The Shape of Things to Come, université du Québec à Montréal
- 2010 à 2014 : Global Citizen: The Architecture of Moshe Safdie, Musée des beaux-arts du Canada, Ottawa, Ontario, Canada / Skirball Cultural Center, Los Angeles, Californie / Crystal Bridges Museum of American Art, Bentonville, Arkansas, États-Unis
- 2012 à 2013 : Moshe Safdie: The Path to Crystal Bridges, Crystal Bridges Museum of American Art, Bentonville, Arkansas, États-Unis
- 2004 : An Architect's Vision: Moshe Safdie’s Jepson Center for the Arts, Telfair Museum of Art, Savannah, Géorgie, États-Unis
- 2003 à 2004 : Building a New Museum, Peabody Essex Museum, Salem, Massachusetts, États-Unis
- 1998 : Moshe Safdie, Museum Architecture 1971–1998, université de Tel Aviv, Tel Aviv, Israël
- 1989 : Moshe Safdie, Projects: 1979–1989, École de design de l'université Harvard, Cambridge, Massachusetts, États-Unis
- 1985 : The National Gallery of Canada, École de design de l'université Harvard, Cambridge, Massachusetts, États-Unis / Musée des beaux-arts du Canada, Ottawa, Ontario, Canada
- 1982 : Context, exposition itinérante sponsorisée par le New York Institute for the Humanities
- 1973 à 1974 : For Everyone A Garden, Musée d'Art de Baltimore, Baltimore, Maryland, États-Unis / Musée des beaux-arts du Canada, Ottawa, Ontario, Canada / Musée d'Art moderne de San Francisco, San Francisco, Californie, États-Unis

## Filmographie
- 2020 : Moshe Safdie: Another Dimension of Architecture, I-Talk Productions
- 2018 : Time Space Existence, Plane-Site
- 2004 : Moshe Safdie: The Power of Architecture de Donald Winkler
- 2003 : My Architect: A Son’s Journey de Nathaniel Kahn
- 1997 : The Sound of the Carceri with Yo-Yo Ma de Francois Girard
- 1973 : The Innocent Door / Coldspring New Town, Office national du film du Canada

## Archives
La Moshe Safdie Archive, donnée à l'université McGill par l'architecte en 1990, est l'une des archives documentaires les plus complètes du Canada. Elle comprend des éléments liés à 235 projets architecturaux, mais aussi des articles scientifiques écrits lorsqu'il était étudiant et jusqu'à nos jours. La collection comprend plus de 140 000 dessins, plus de 200 maquettes, de nombreux documents liés à ses projets, des documents audiovisuels et digitaux ainsi que plus de 100 000 photographies de ses projets et de ses voyages, 215 cahiers de croquis personnels et 2 250 grands croquis. Administrée par la bibliothèque de l'université McGill, un certain nombre de ces documents physiques sont accessibles aux chercheurs.

## Principales réalisations

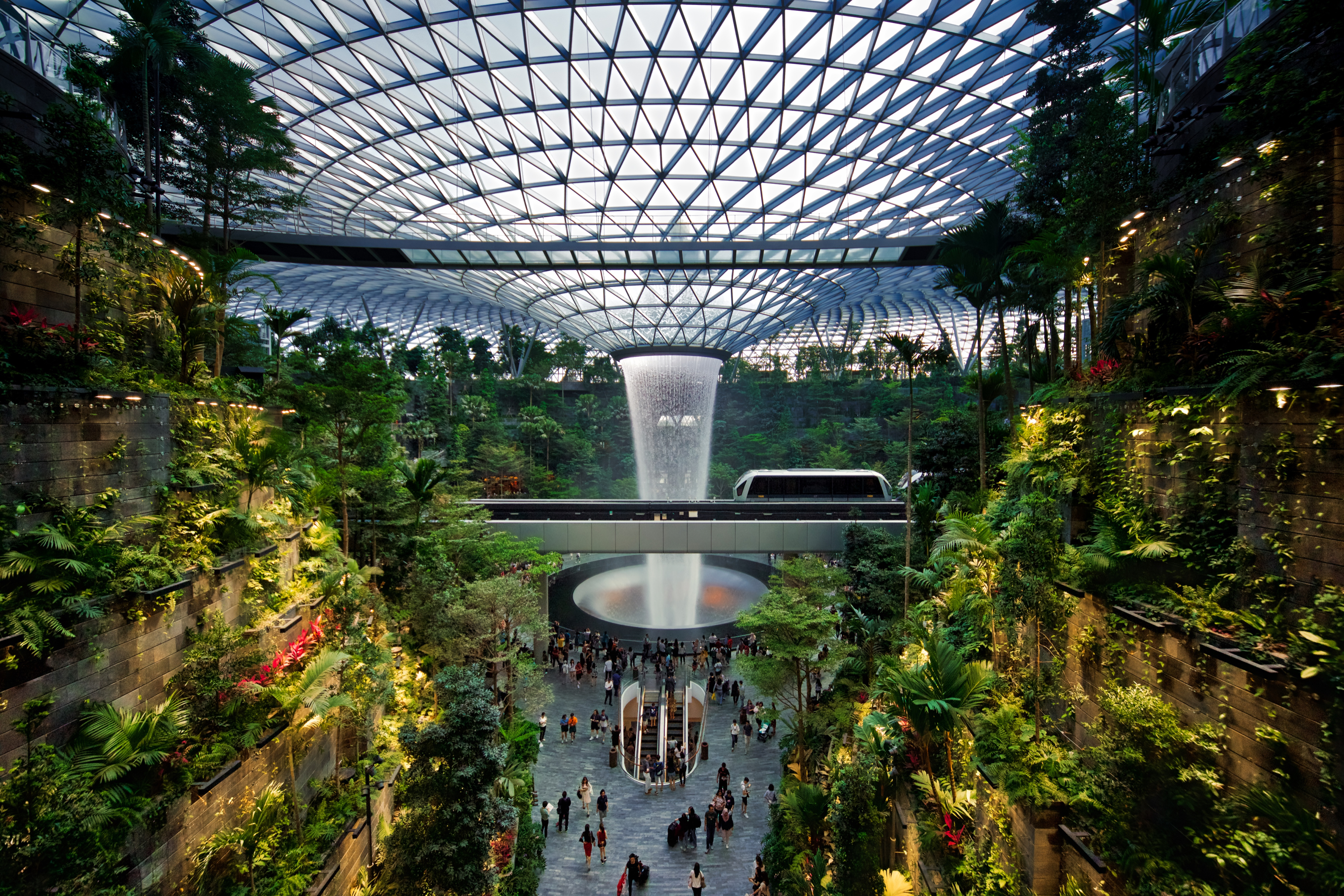
Le hall de l'aéroport Jewel Changi.

- 1967 : Habitat 67 de l'Expo 67, Montréal, Canada[33]
- 1987 : Musée de la civilisation, Québec, Canada[34].
- 1988 : Musée des beaux-arts du Canada, Ottawa, Canada[34]
- 1989 : Planification de la ville de Modi'in, Israël
- 1991 : Deuxième bâtiment du Musée des beaux-arts de Montréal, Québec, Canada
- 1995 et 2005 : Plusieurs édifices du Yad Vashem, Jérusalem, Israël
- 1995 : Bibliothèque de Vancouver (Vancouver Library Square), Canada
- 1998 : Hebrew Union College, Jérusalem, Israël
- 2003 : Peabody Essex Museum, Salem, Massachusetts, États-Unis
- 2003 : Bibliothèque de Salt Lake City (Salt Lake City Public Library), Utah, États-Unis
- 2003 : Résidence universitaire du Eleanor Roosevelt College, université de Californie à San Diego, Californie, États-Unis
- 2004 : Terminal 3 de l'aéroport international de Tel Aviv-David Ben Gourion, Israël
- 2007 : Terminal 1 de l'aéroport international Pearson de Toronto, Ontario, Canada
- 2008 : Quartiers généraux du Bureau of Alcohol, Tobacco, Firearms and Explosives (ATF), Washington, États-Unis
- 2010 : Marina Bay Sands et ArtScience Museum, Singapour
- 2011 : Virasat-e-Khalsa, Anandpur Sahib, Pendjab, Inde
- 2013 : Skirball Cultural Center, Los Angeles, Californie, États-Unis
- 2019 : Aéroport Jewel Changi, Singapour
- 2020 : Raffles City Chongqing, Chongqing, Chine

## Publications
- (en) Moshe Safdie, Habitat, Montréal, Tundra Books, 1967
- (en) Moshe Safdie, Beyond Habitat, Cambridge, Massachusetts, MIT Press et John Kettle, 1970
- (en) Moshe Safdie, For Everyone A Garden, Cambridge, Massachusetts, MIT Press et Judith Wolin, 1974
- (en) Moshe Safdie, Nader Ardalan, George Candilis, Balkrishna V. Doshi et Josep Lluís Sert, Habitat Bill of Rights, Gouvernement impérial du ministère iranien du Logement, 1976
- (en) Moshe Safdie, Form & Purpose, Boston, Houghton Mifflin et John Kettle, 1982
- (en) Moshe Safdie, The Harvard Jerusalem Studio: Urban Designs for the Holy City, Cambridge, Massachusetts, MIT Press avec Rudy Barton et Uri Shetrit, 1985
- (en) Moshe Safdie, Beyond Habitat by 20 Years, Montréal et Plattsburgh, New York, Tundra Books et John Kettle, 1987
- (en) Moshe Safdie, Jerusalem: The Future of the Past, Boston, Houghton Mifflin, 1989
- (en) The Language and Medium of Architecture (cours donné à l'École de design de l'université Harvard le 15 novembre 1989)
- (en) Moshe Safdie et Wendy Kohn, The City After the Automobile: An Architect's Vision, New York, Toronto, Basic Books, Stoddart Publishing Co., 1997
- (en) Moshe Safdie, Megascale, Order & Complexity, Montréal, École d'architecture de l'université McGill et Michael Jemtrud, 2009
- (en) Moshe Safdie, Beating the Odds Together: 50 Years of Singapore-Israel Ties, Singapour, World Scientific Book et Mattia Tomba, 2019 (ISBN 978-981-121-468-4, OCLC 1122747159), « The Story of Israeli Architecture in Singapore »
- (en) Moshe Safdie, With Intention to Build: The Unrealized Concepts, Ideas, and Dreams of Moshe Safdie, Melbourne, Victoria, Images Publishing Group et Michael Crosbie, 2020
- (en) Moshe Safdie, If Walls Could Speak: My Life in Architecture, Atlantic Books, 2022

## Galerie

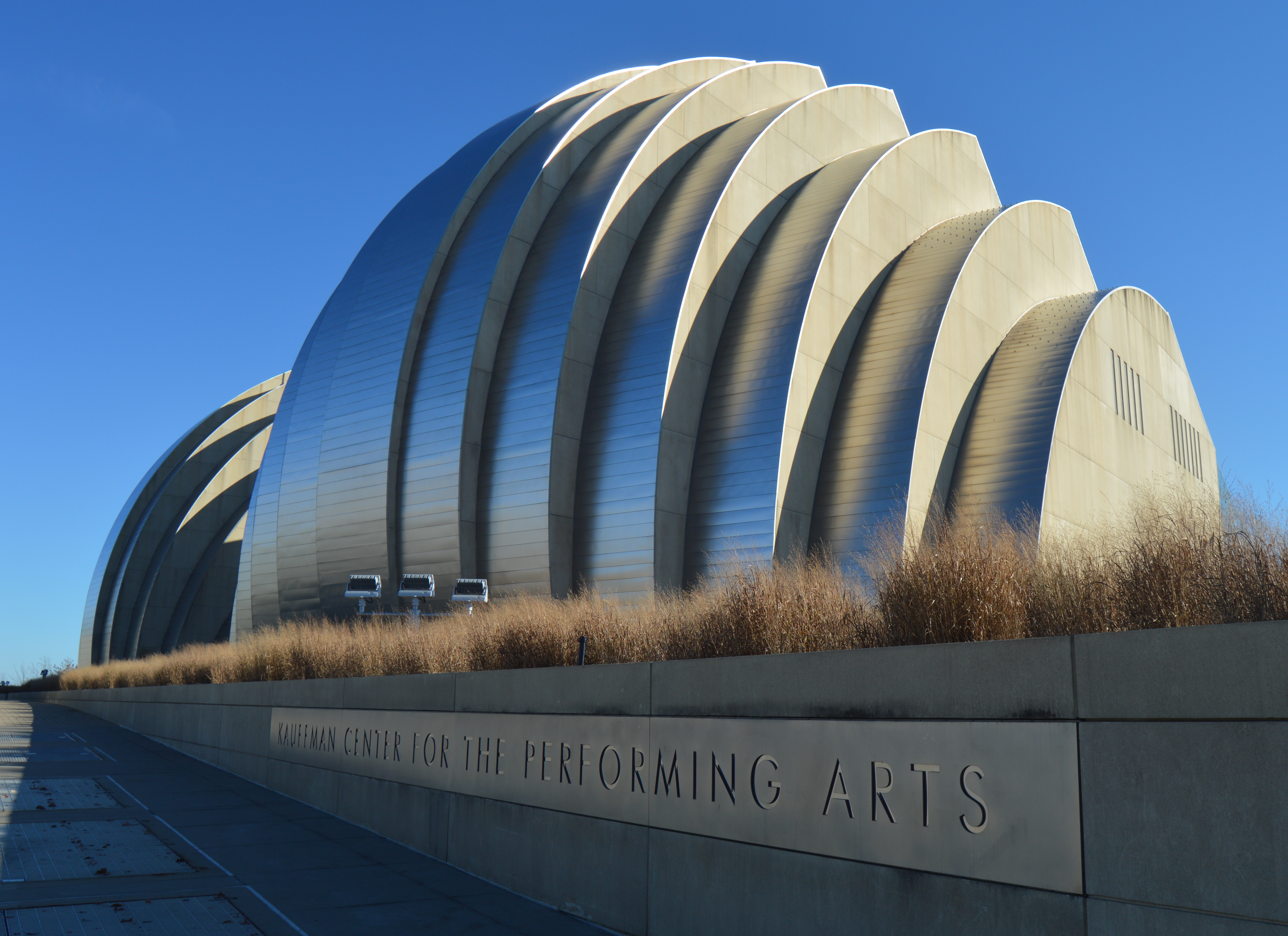
Le Kauffman Center for Performing Arts en 2019.
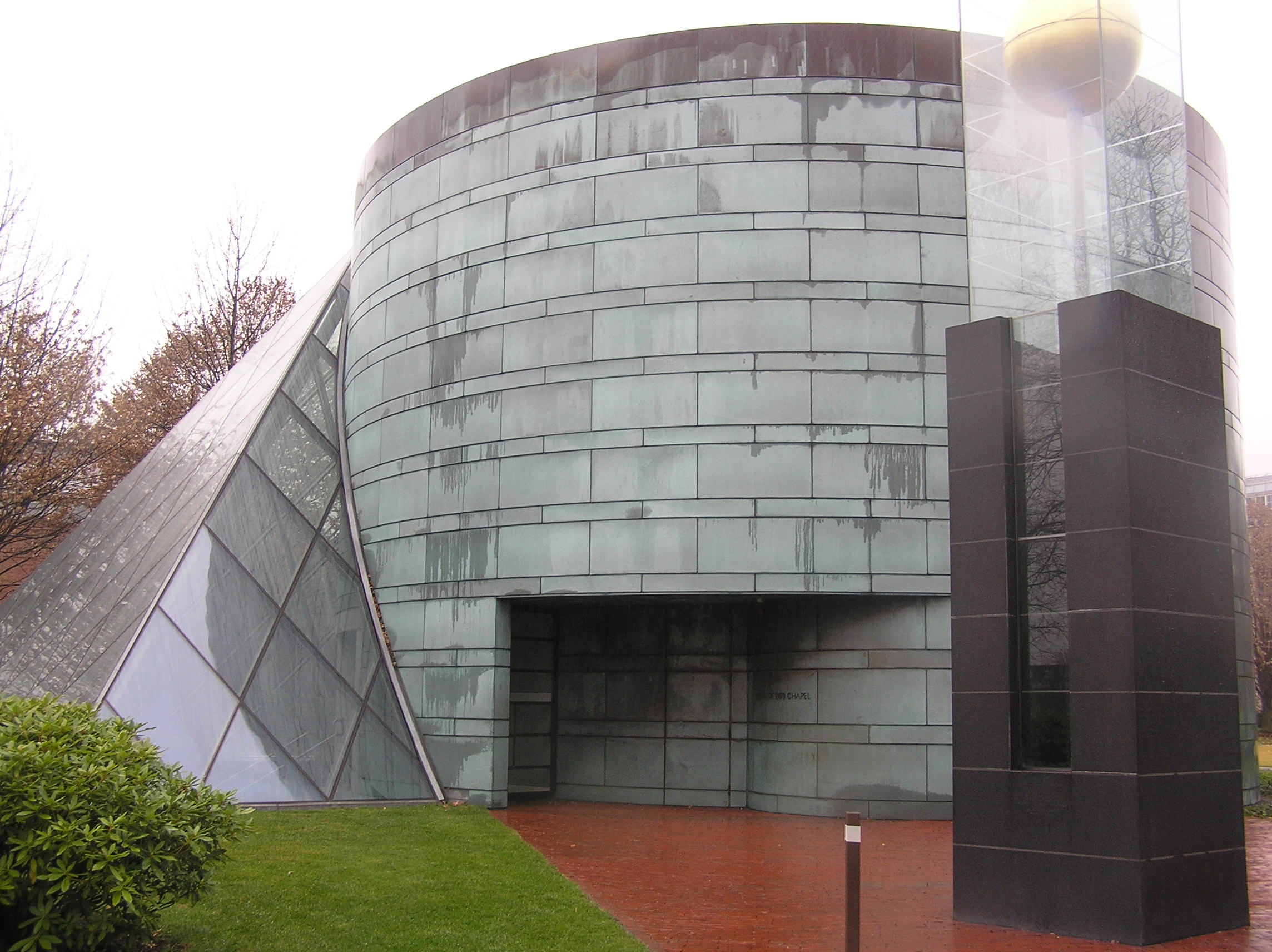
La Class of 1959 Chapel de la Harvard Business School en 2006.
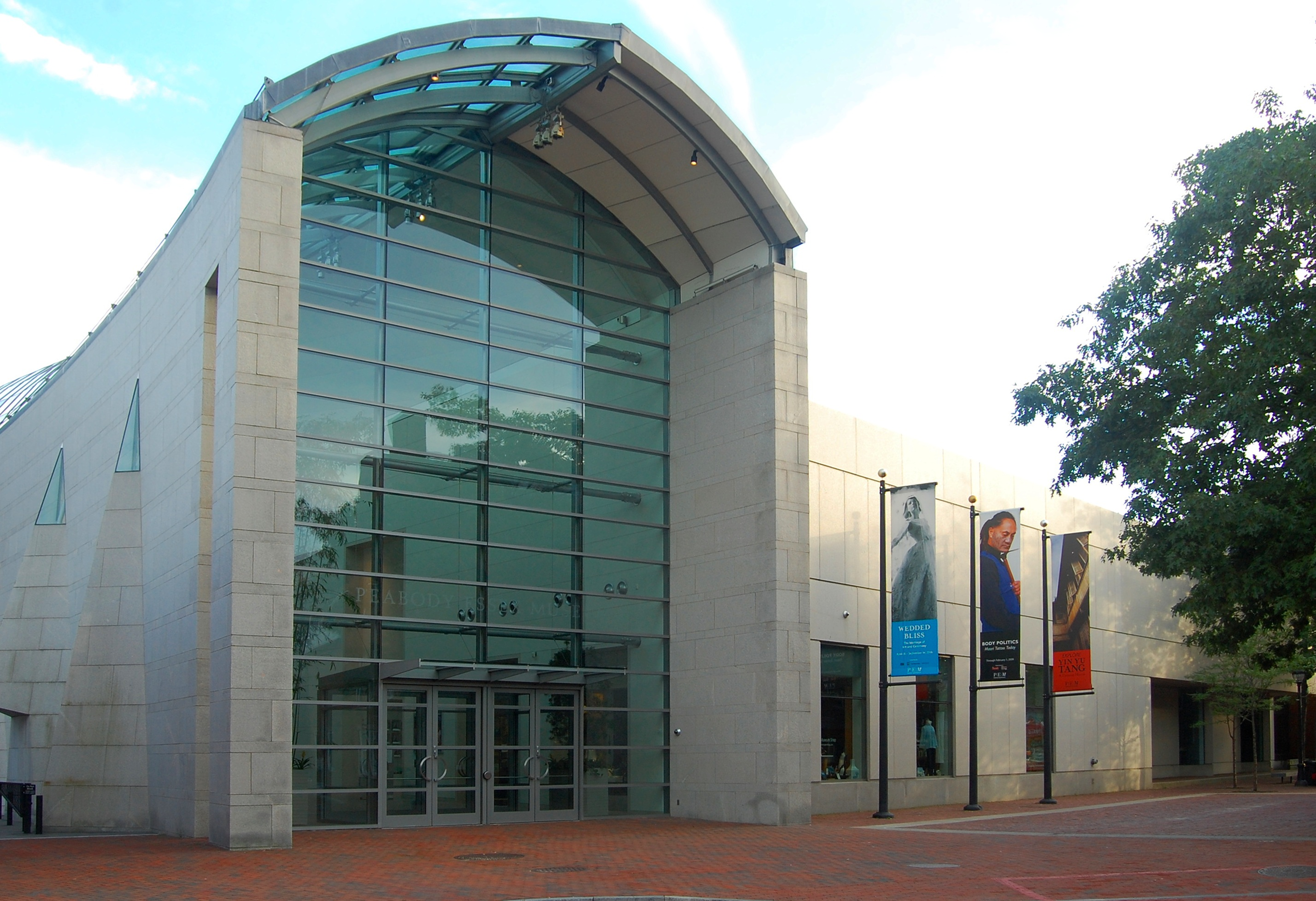
Le Peabody Essex Museum en 2008.
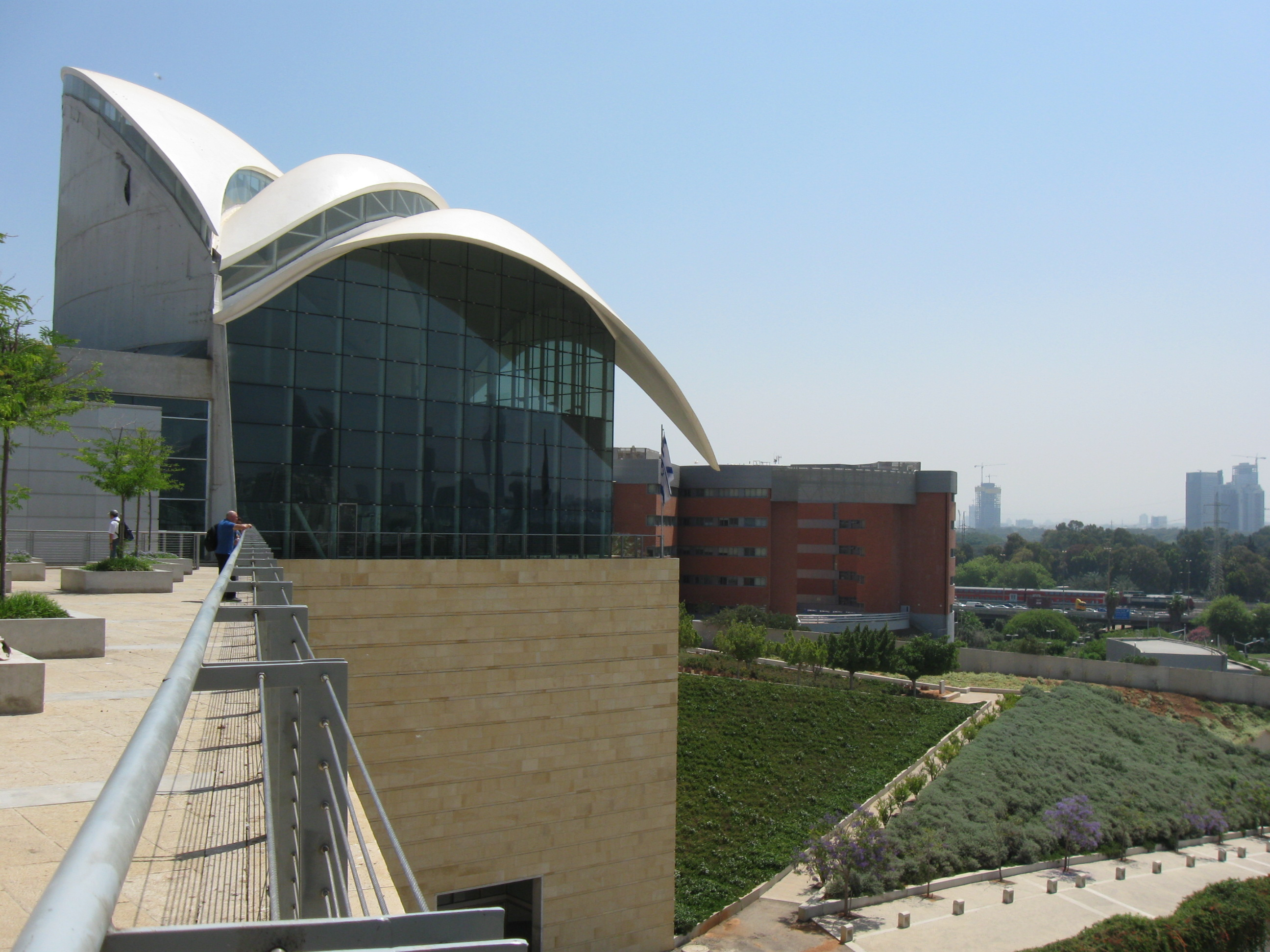
Le Centre Yitzhak-Rabin (he) en 2012.
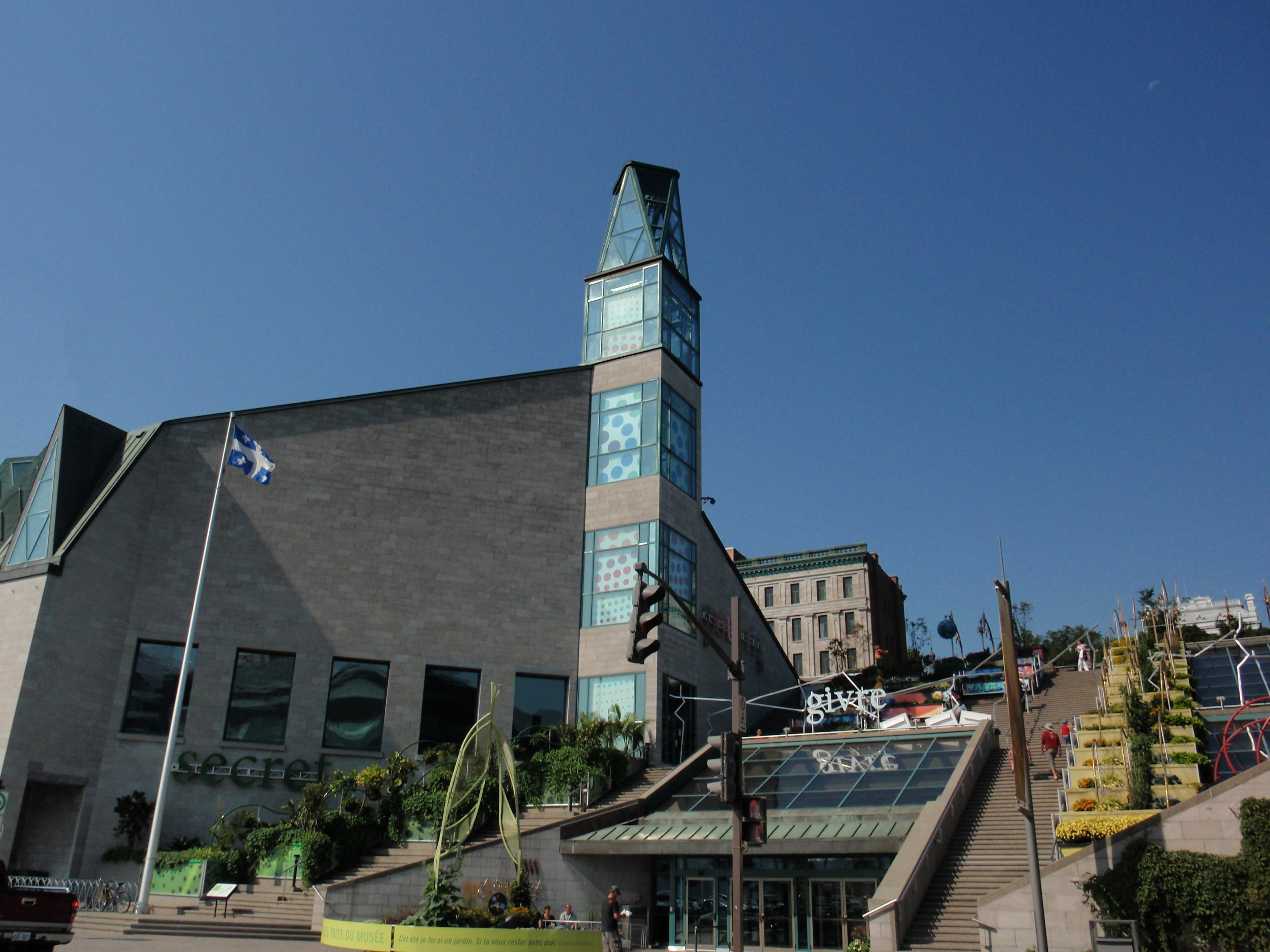
Le Musée de la civilisation en 2009.
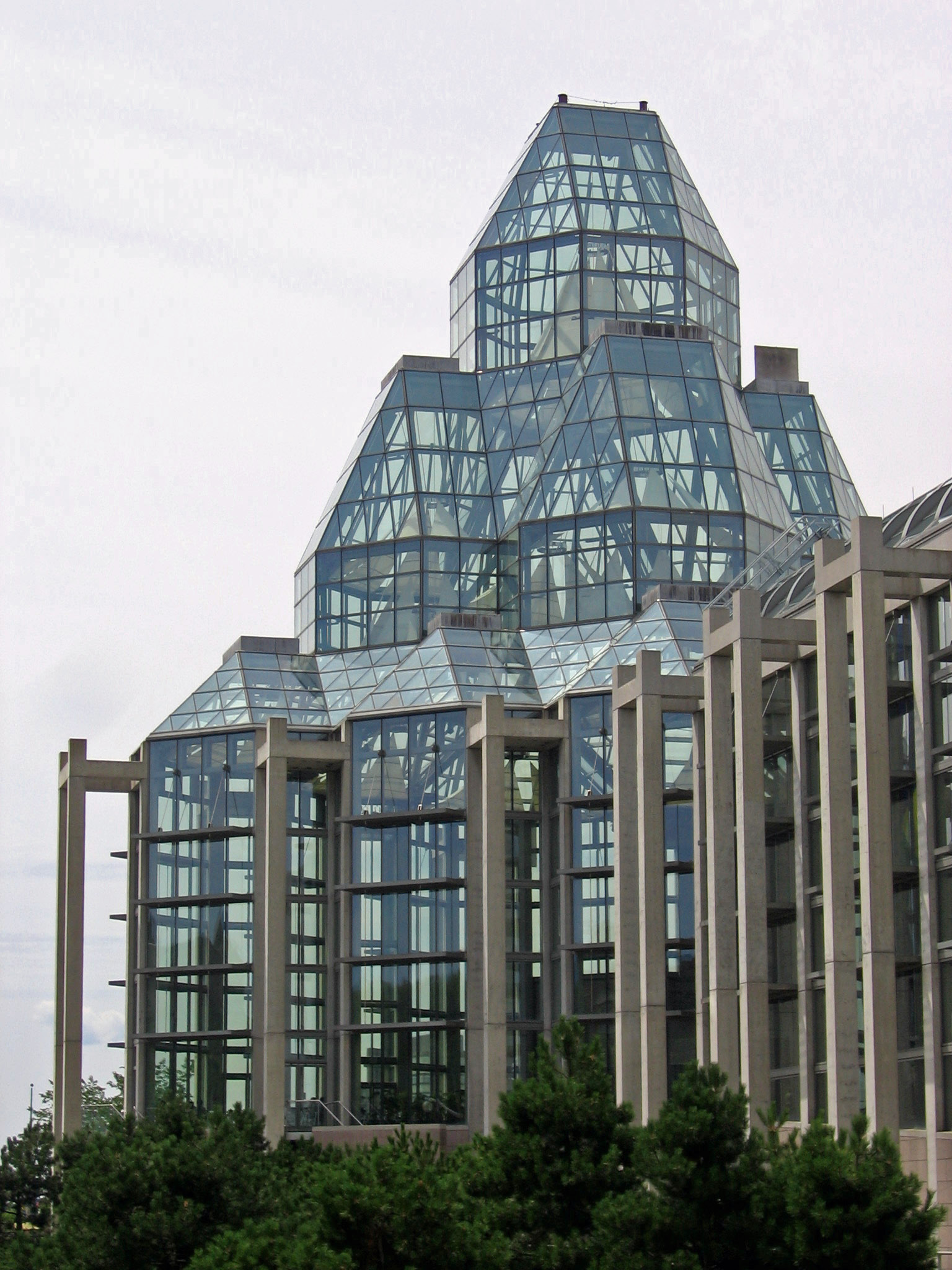
Le Musée des beaux-arts du Canada en 2005.
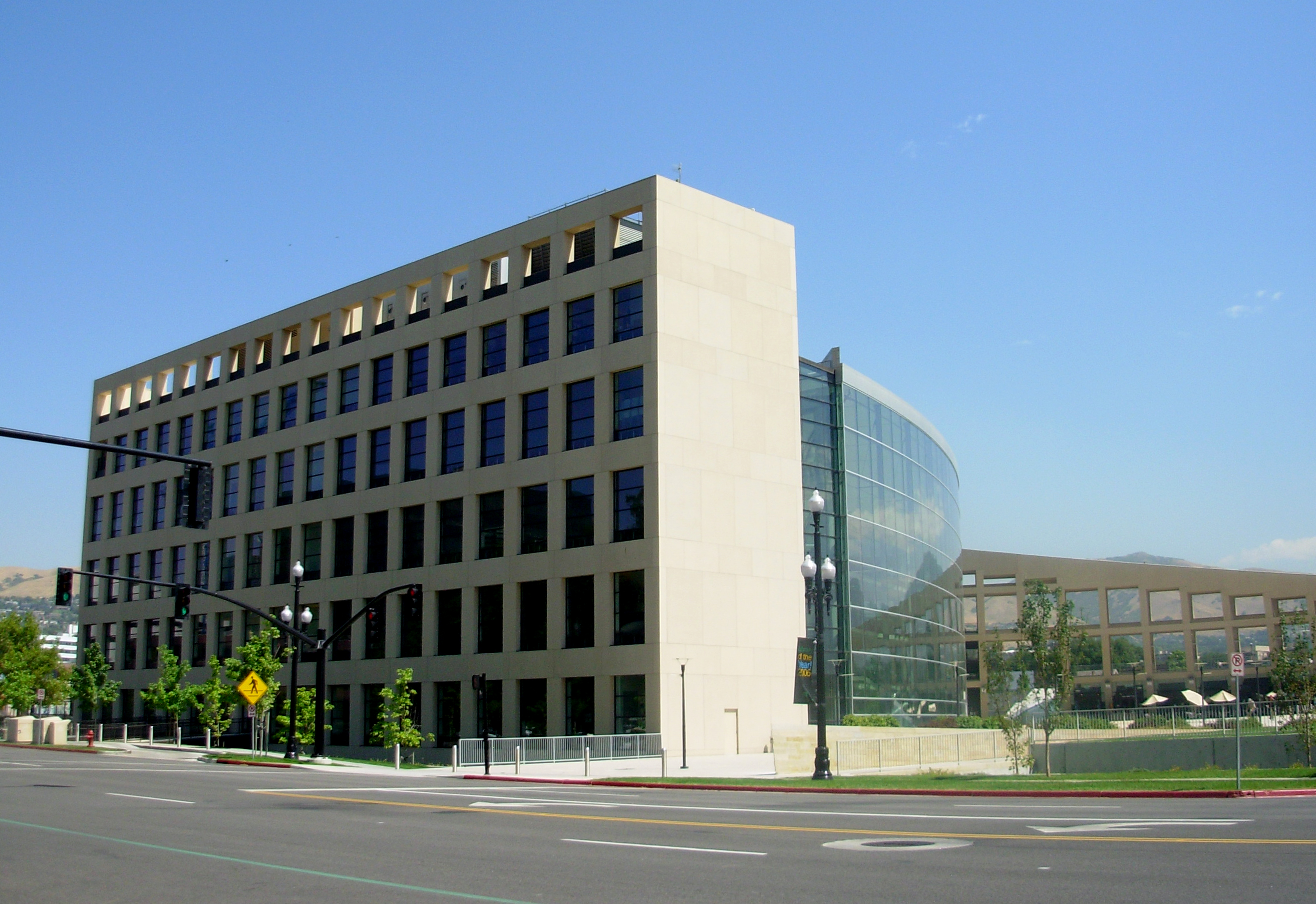
La bibliothèque de Salt Lake City en 2006.
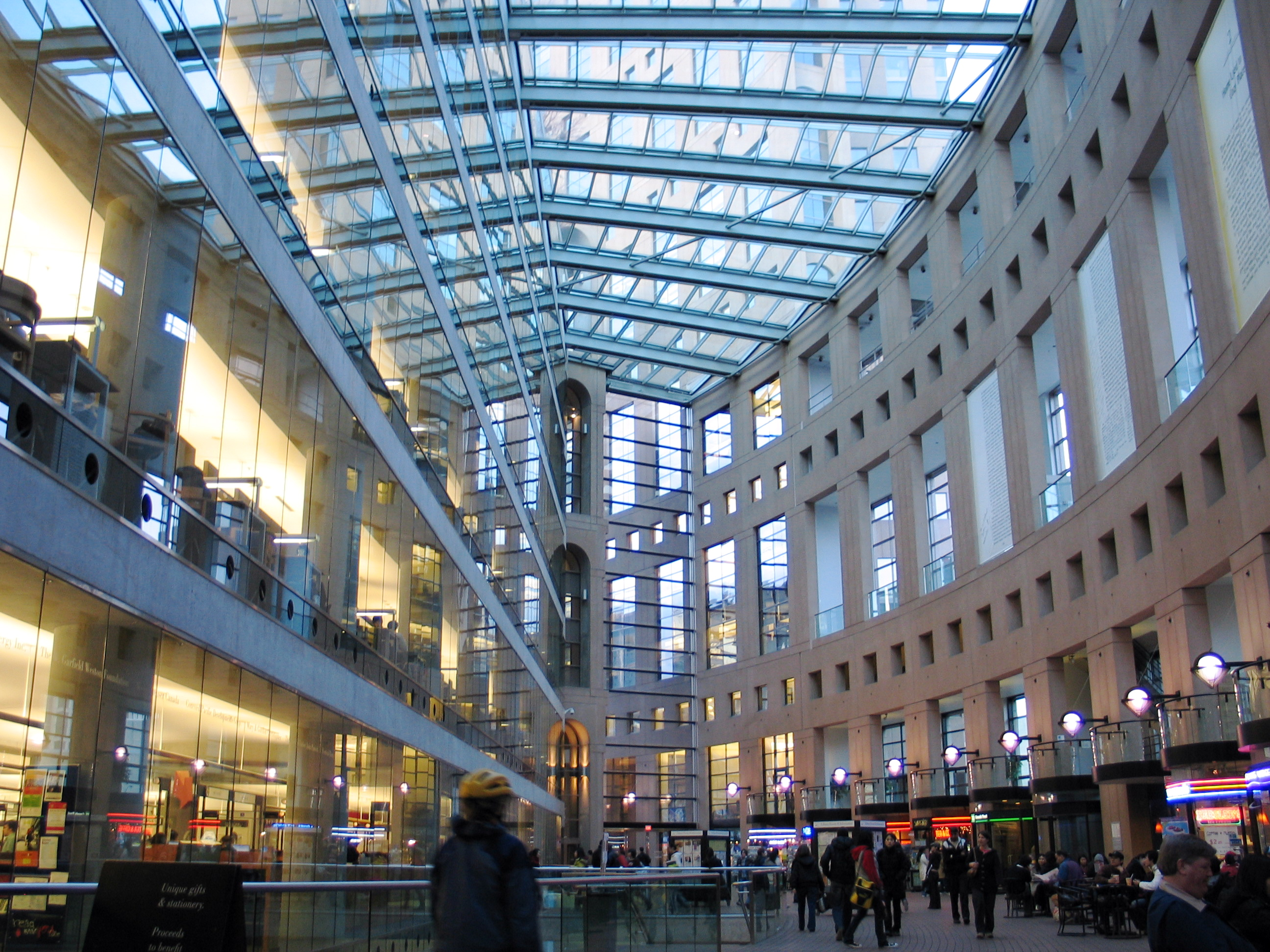
La bibliothèque de Vancouver en 2006.
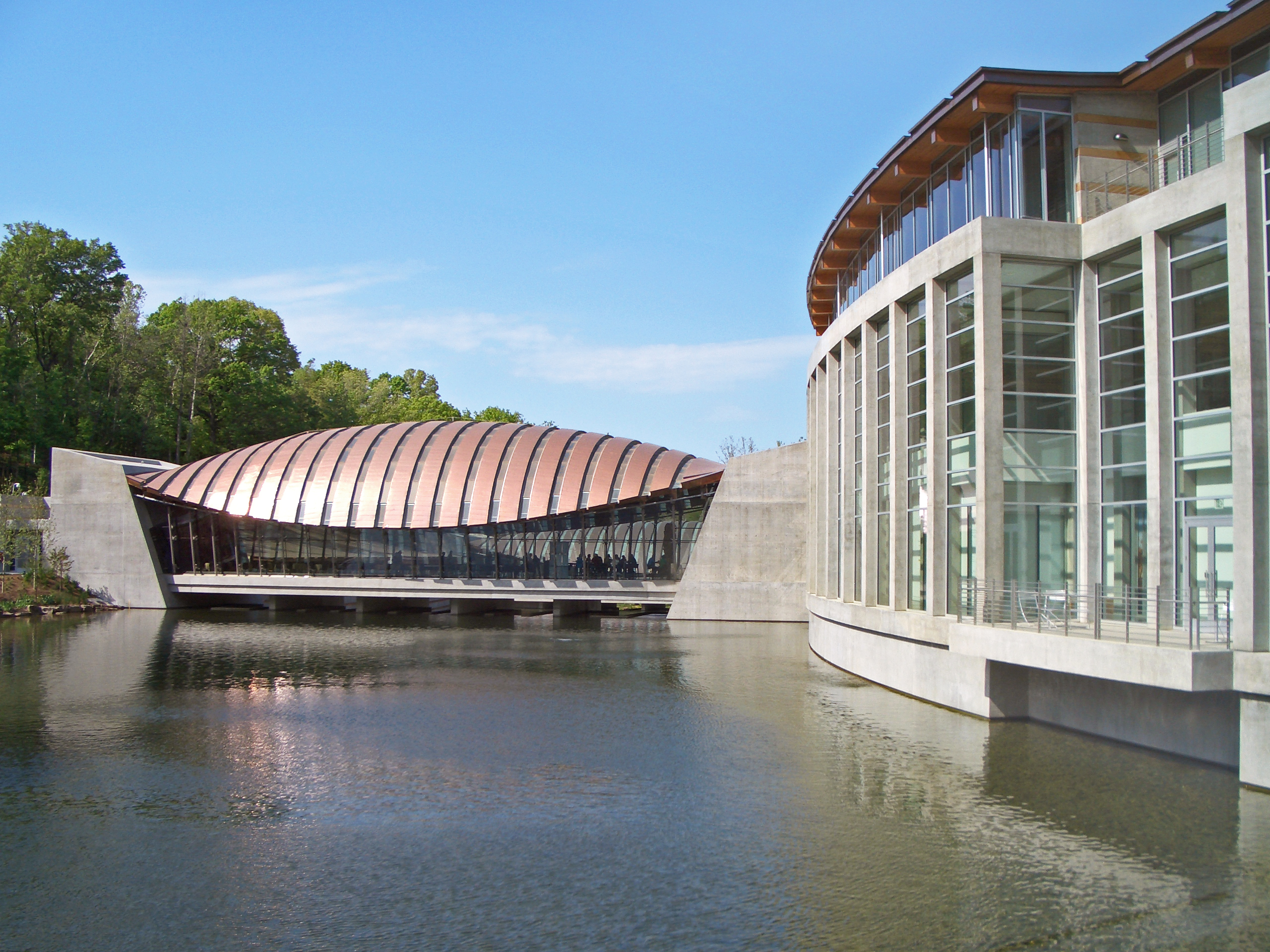
Le Crystal Bridges Museum of American Art en 2012.
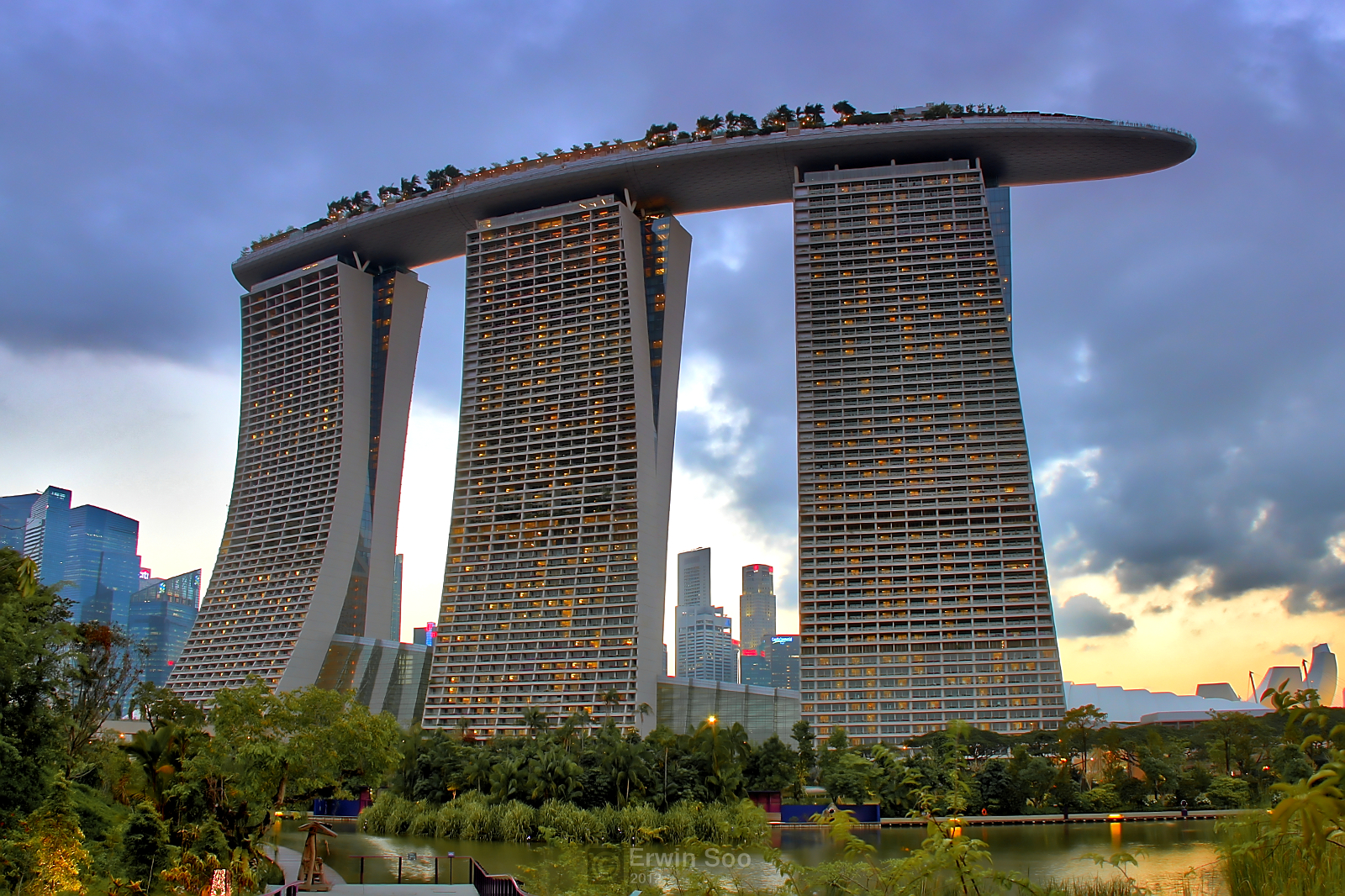
Le Marina Bay Sands en 2012.
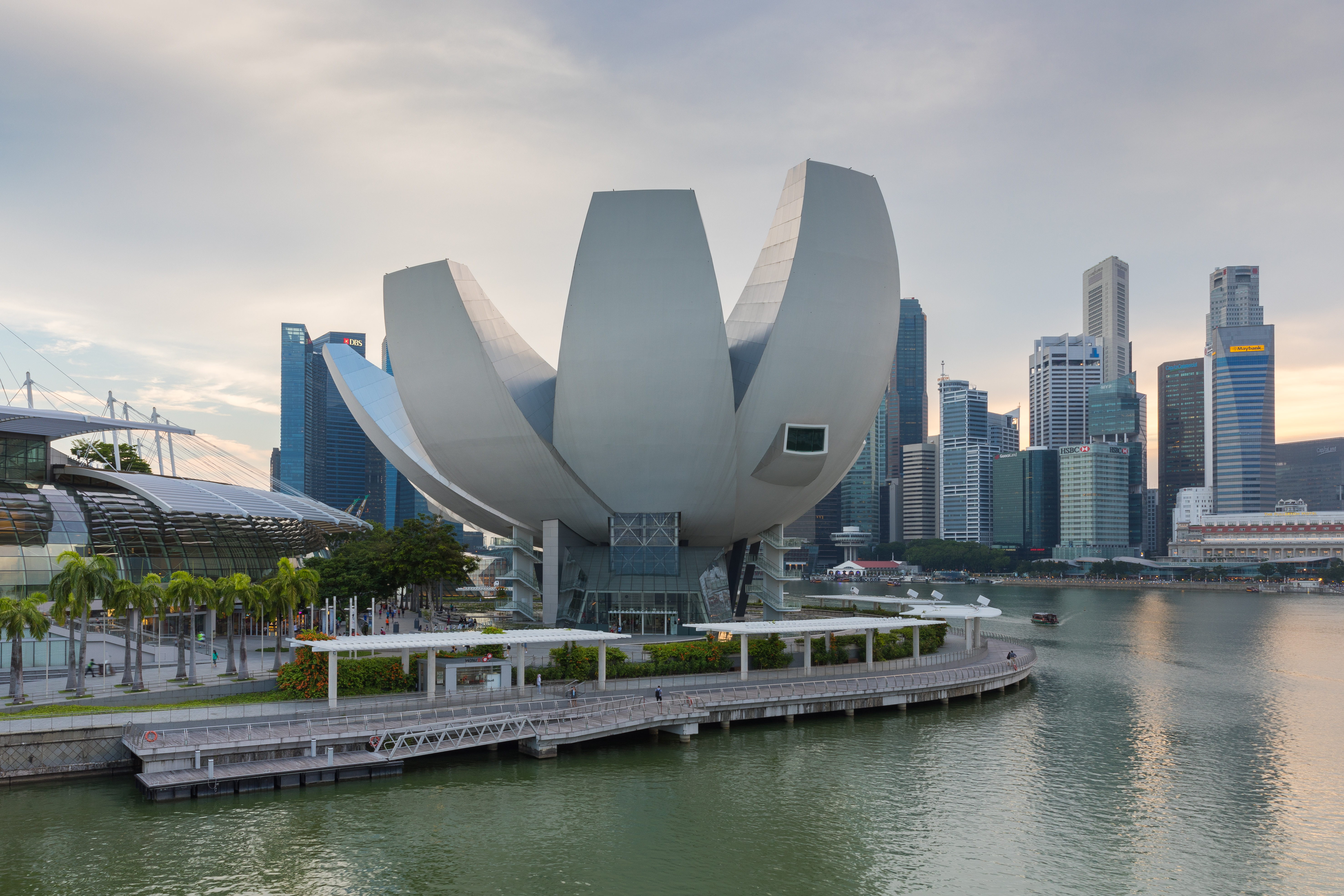
L'ArtScience Museum en 2018.
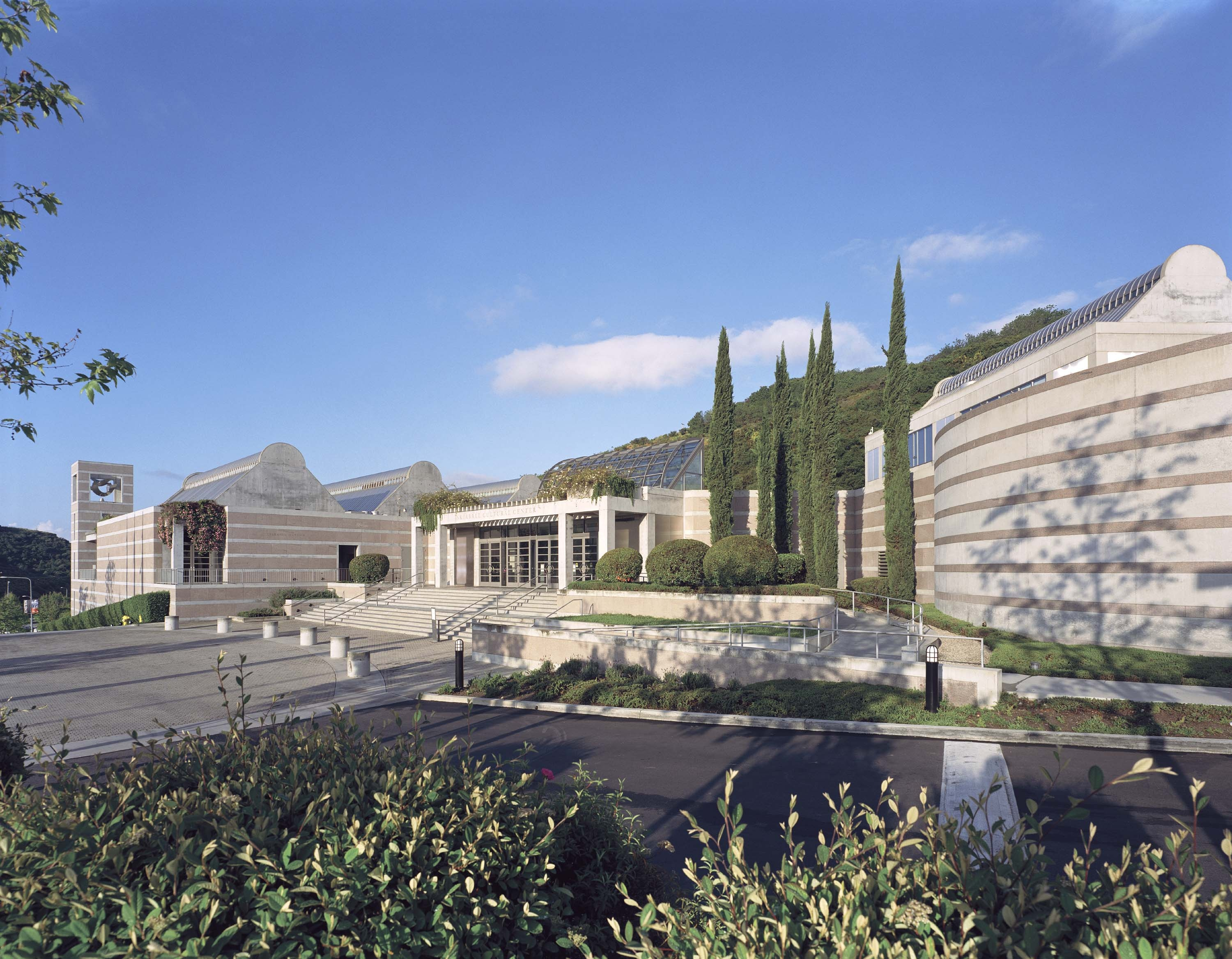
Le Skirball Cultural Center en 2010.
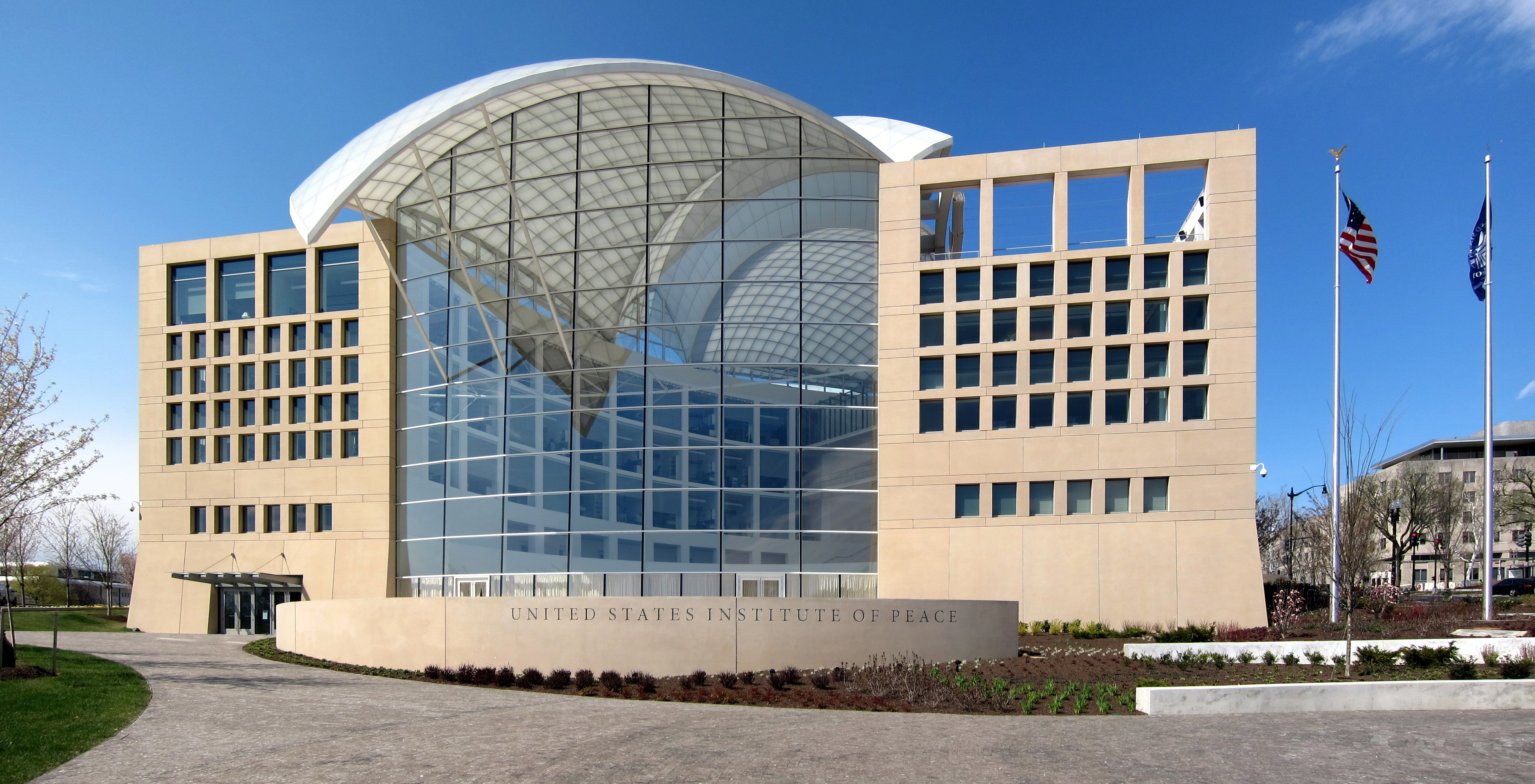
L'United States Institute of Peace en 2012.
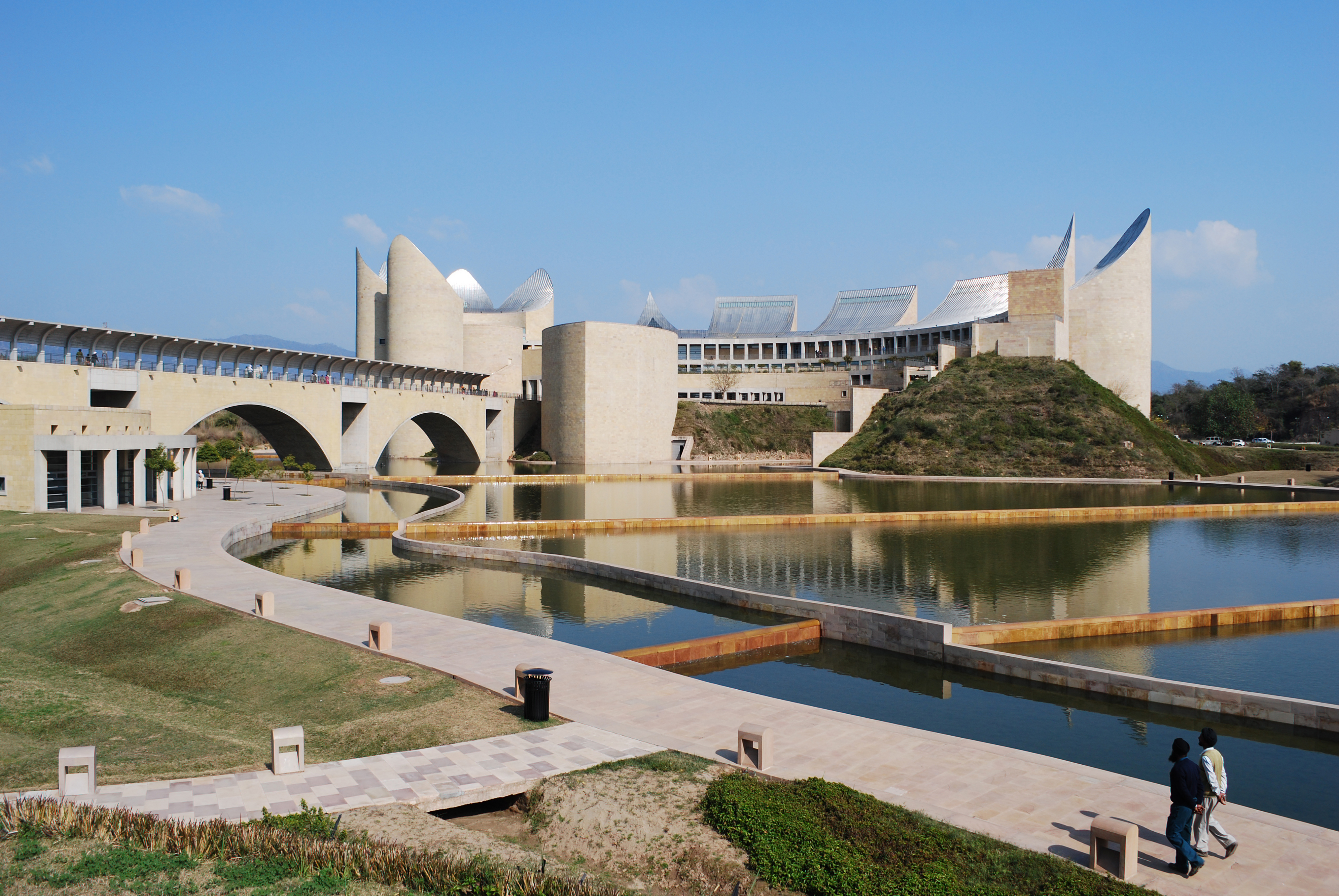
Le Virasat-e-Khalsa en 2012.
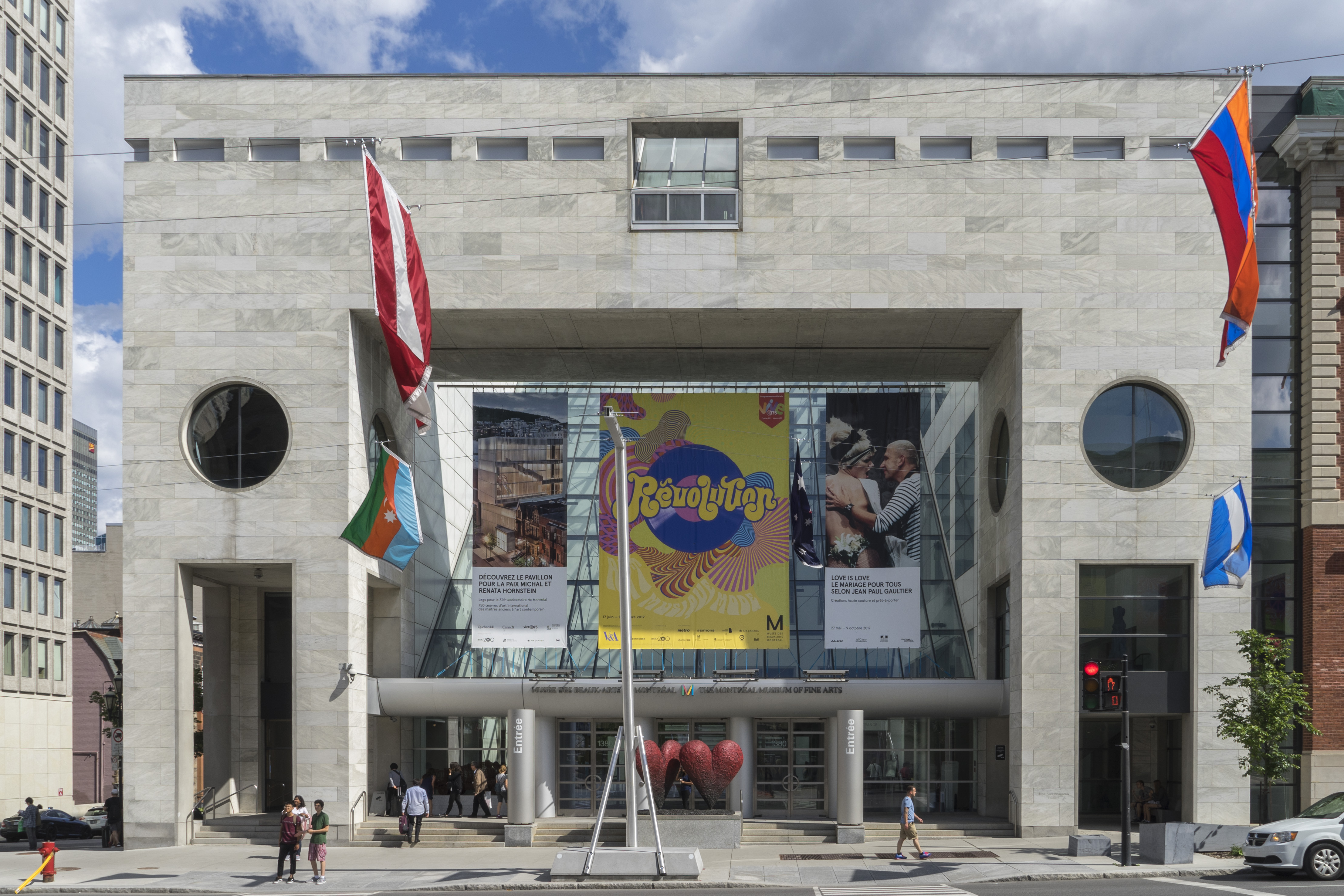
Le Musée des beaux-arts de Montréal en 2017.
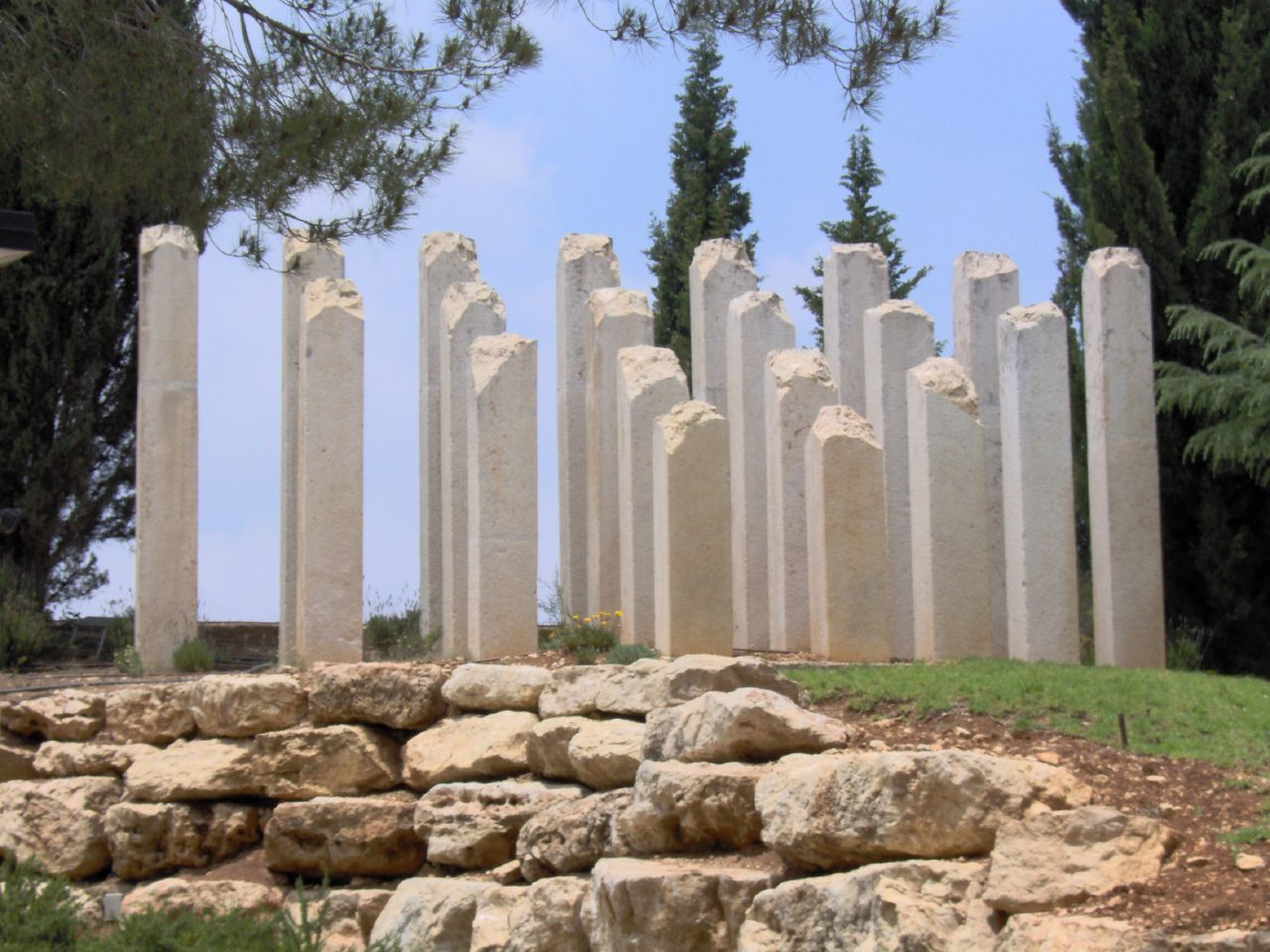
Le Mémorial des enfants de Yad Vashem en 2005.